# Hooman Majd
Hooman Majd, född 1957 i Teheran, är en iransk-amerikansk journalist och författare, bosatt i New York. Han kommer från en diplomatfamilj, och bodde redan från späd ålder utomlands. Han gick i skola i England och USA, och efter den iranska revolutionen 1979 stannade han kvar i USA.
Majd arbetade inom underhållningsbranschen innan han blev journalist, och arbetade då bland annat på Island Records och Polygram Records. Som journalist har han medverkat i tidningar som GQ, New York Times, The New Yorker, New York Observer och Huffington Post.
Hans första reportagebok, The Ayatollah Begs to Differ från 2008, som försöker förklara Irans komplexitet för västerlänningar, blev en stor framgång i USA. Den utkom 2010 på svenska under titeln Irans dubbla ansikte (Ordfront förlag). Hans andra bok, The Ayatollah's Democracy, gavs ut i september 2010.
Majd besöker regelbundet Iran och har varit rådgivare åt de iranska presidenterna Mohammad Khatami och Mahmoud Ahmadinejad.